# Giuseppe Campuzano
Pour les articles homonymes, voir Campuzano.
 (octobre 2019).
 (octobre 2019).
Si vous disposez d'ouvrages ou d'articles de référence ou si vous connaissez des sites web de qualité traitant du thème abordé ici, merci de compléter l'article en donnant les références utiles à sa vérifiabilité et en les liant à la section « Notes et références ».
Frank Giuseppe Campuzano Espinoza, plus connu sous le nom de Giuseppe Campuzano, né à Lima au Pérou le 14 septembre 1969 et mort dans la même ville le 9 novembre 2013, est un philosophe, chercheur, artiste multidisciplinaire et activiste péruvien qui a enquêté sur l'histoire du travestisme au Pérou, et sur la sexualité. Il a conceptualisé le travestissement non pas comme une imitation de la femme, mais comme l'exercice de la liberté d'une personne transgressant les conventions. 
Son travail comprend des œuvres plastiques, des vidéos et des  productions littéraires. Après 1990, il se sert de son corps de travesti comme d’un objet d'étude. Il s'illustre surtout dans des travaux de recherche et des expositions. Il publie en 2008 le livre Travesti Museum of Peru (2003-2008).

## Biographie
Campuzano naît dans une famille nombreuse de la campagne andine. Il a huit frères, dont trois partent vivre à Lima. Adulte, il estime préférable de vivre aux États-Unis, et déménage en Virginie. Mais au bout de six mois, il rentre au Pérou.
À la fin des années 1980, il a déjà exploré les possibilités de son corps transgenre, en théâtralisant la normalité sexuelle lors de fêtes, défilés, foires et galeries. À la fin des années 1990, il revient dans la ville de son père, pour étudier les cultures et les fêtes péruviennes des Andes. 
En 2000, il commence à enquêter sur les personnes transgenres, à partir de sa propre expérience. En 2006, il publie Reclaiming Travesti Histories avec des enquêtes sur le transvestisme dans l'histoire préhispanique du Pérou. En 2008, il collabore au livre Development with a Body.
Il entame en 2003 des recherches pour Musée du travesti du Pérou, publié sous forme de livre en 2008, où il aborde le contexte historique du travestisme au Pérou. Il mène alors une réflexion philosophique à partir d'enquêtes, recueillant documents, objets, images, mythes et traditions orientées vers la conceptualisation du travesti en tant qu’entité artistique et autonome.
En 2005, il présente le reportage photographique Deux fois par jour avec lequel il  remporte la deuxième place au concours Images de la vie, et portant sur le quotidien des personnes vivant avec le VIH / sida.
Il publie aussi un texte qui montre sa conception élargie du travestisme : « le transvestisme également compris comme série de rituels quotidiens, telle que la relation entre un corps vivant par le VIH et la technologie médicale. Ingérer le cocktail, en plus d’être une nécessité vitale, est également un moyen de vivre l’histoire politique du médicament ; Giuseppe voit ainsi la consommation de médicaments en tant qu’expérience esthétique et acte rituel par lequel le  corps fusionne avec la thérapie, dans le but de modifier la nature de la maladie », explique Miguel A. López dans son texte Museum, musexo, mutexto, mutant : la machine à travestissement de Giuseppe Campuzano.
En 2008, l'exposition est présentée à Paradero Habana de Micromuseo, un musée alternatif à Lima, organisée par Gustavo Buntinx. 
L'exposition montre des céramiques avec des personnages travestis et androgynes, des copies des ordonnances coloniales de 1566[Quoi ?] criminalisant la « transgression du vêtement », des documents médicaux du vice-royaume du Pérou aux conclusions aberrantes[non neutre] sur le fait de s'habiller avec des vêtements du sexe opposé, ainsi que des coupures de presse contemporaines sur des travestis tués dans la ville, et des photos de rituels d'initiation travestis au Collège militaire Leoncio Prado. Le court métrage Anastasha (1999), un faux documentaire culte, a également été projeté.
Giuseppe Campuzano meurt en novembre 2013, des suites d'une maladie dégénérative chronique qui l'avait peu auparavant alité. Ses amis lui offrent un dernier hommage dans une performance musicale et chorégraphique. Il est enterré dans les jardins de la paix de La Molina.

## Œuvre
- 2000 : Le ginoide
- 2002 : Ne Helden Club Rock Bar
- 2003 : Mon citron, mon limonero. Entier me plaît plus
- 2003 : Beautifalse (Interprète)
- 2003 : TransformaT
- 2003 : Œdipe (Interprète)
- 2003-2005 : Whatever happened to Campy Jane?
- 2006 : Cortapelo (Interprète)
- 2006 : Couvrir pour montrer
- 2008 : S/T
- 2009 : Andróginos, Hommes habillés de femme, maricones. Le Musée Travesti du le Pérou. Androgynous, men dressed As women, queer. The Peruvian Travesti Museum

## Prix et reconnaissances
- Médaille d'Honneur Daniel-Hernández (à titre posthume en 2017) de l'École nationale supérieure autonome de Beaux-Arts du Pérou[1].

## Collections
- Genealogía Veillée du futur travestí (2012), MACBA[2]
- Beauty Salon (2014) Musée Règne Sofia, Giuseppe Campuzano et Miguel Ángel López[3]